# Es-moll

Znaki chromatyczne w gamie es-moll

Diagram akordu es-moll (dis-moll) dla gitary

es-moll – gama oparta na skali molowej, której toniką jest es. Gama ta w odmianie naturalnej (eolskiej) zawiera dźwięki: es, f, ges, as, b, ces, des. W zapisie tonacji es-moll występuje sześć bemoli.
Gama es-moll w odmianie harmonicznej (z VII stopniem podwyższonym o półton):
Gama es-moll w odmianie doryckiej (z VI i VII stopniem podwyższonym o półton w stosunku do gamy es-moll naturalnej):
Równoległą gamą durową jest Ges-dur, jednoimienną durową – Es-dur.
Nazwa es-moll oznacza także akord, zbudowany z pierwszego (es), trzeciego (ges) i piątego (b) stopnia gamy es-moll.
| Akord es-moll | Audio playback is not supported in your browser. You can download the audio file. |

Jednym z bardziej znanych utworów w tej tonacji jest Sonata es-moll op. 21 I.J. Paderewskiego.